# Bruchhauser Steine

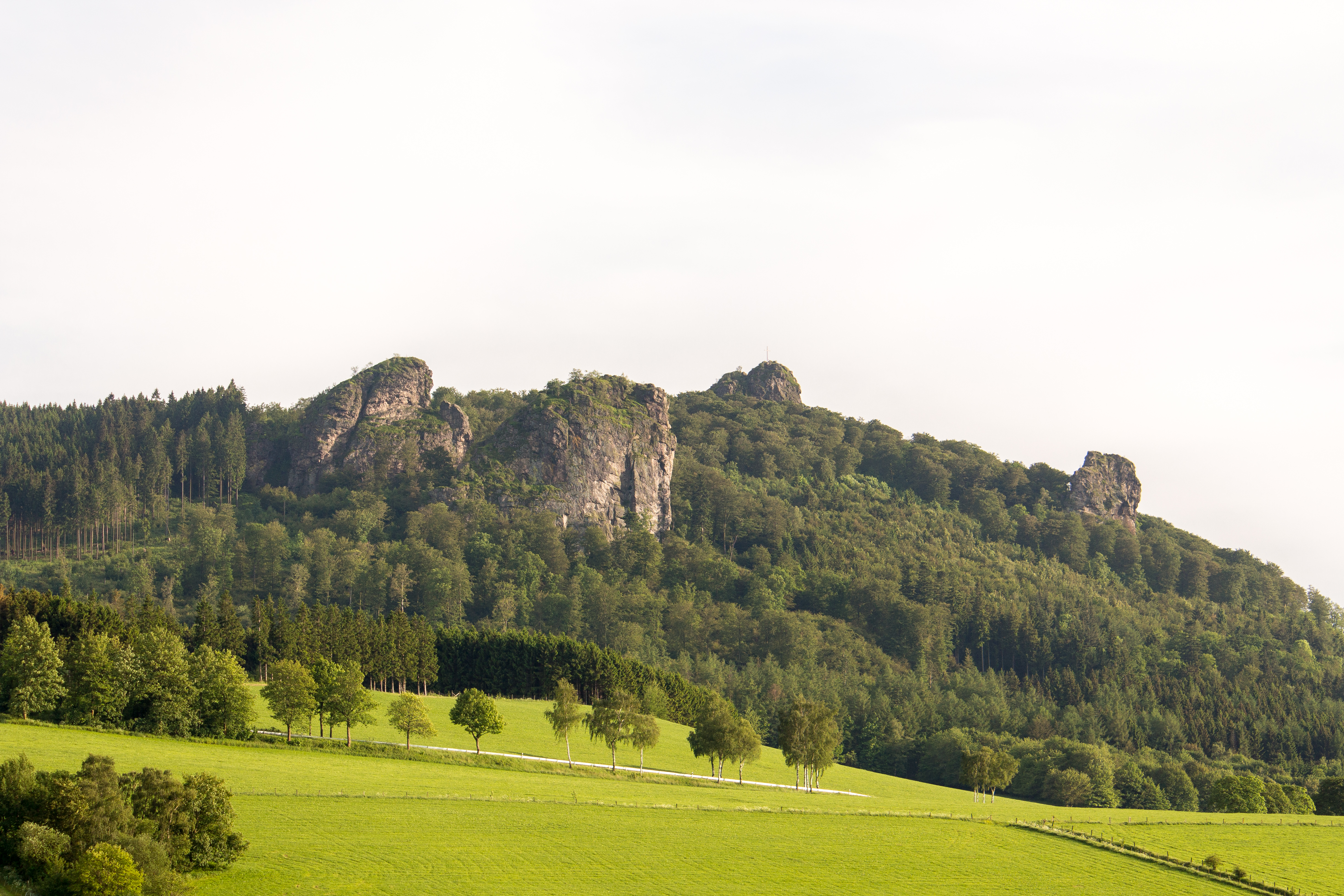
de Bruchhauser Steine

De Bruchhauser Steine is een rotsformatie met vier grote rotsen op de flank van de 728 m hoge Istenberg in het Rothaargebergte. Ze liggen in de buurt van Bruchhausen in het Noordrijn-Westfaalse Hochsauerlandkreis.
Het rotslandschap is aangewezen als archeologisch monument, als natuurreservaat en vogelreservaat. Sinds 2017 is het als Nationaal Natuurmonument aangewezen.
De hoogste rots, de Bornstein, is 92 m hoog. Tussen de vier rotsen lag vroeger de hoogteburcht Bruchhauser Steine.

## Geografie

### Ligging
De Bruchhauser Steine verheffen zich in het noordelijk deel van het Rothaargebergte op de noordwestelijke wand van de 728 m hoge Istenberg, die ten oosten van de bron van de Gierskoppbach ligt, een beek die uitkomt in de Ruhr. Het nabijgelegen dorp Bruchhausen is onderdeel van de gemeente Olsberg.

## De vier stenen
De vier rotsen van de Bruchhauser Steine heten (met rotshoogte in meters (m), hoogte in meter (m) boven N.A.P. en oppervlakte in vierkante meters (m²)):

### Bornstein
De Bornstein (in het noordnoordoosten) is met een hoogte van circa 92 m de hoogste van de vier rotsen. Zijn top bevindt zich op circa 700 m boven N.A.P. De grondoppervlakte van de rots bedraagt circa 5.000 m².
De naam komt waarschijnlijk van een vroegere bron op de berg (Born = bron). De rots is een geliefde broedplaats van de slechtvalk.

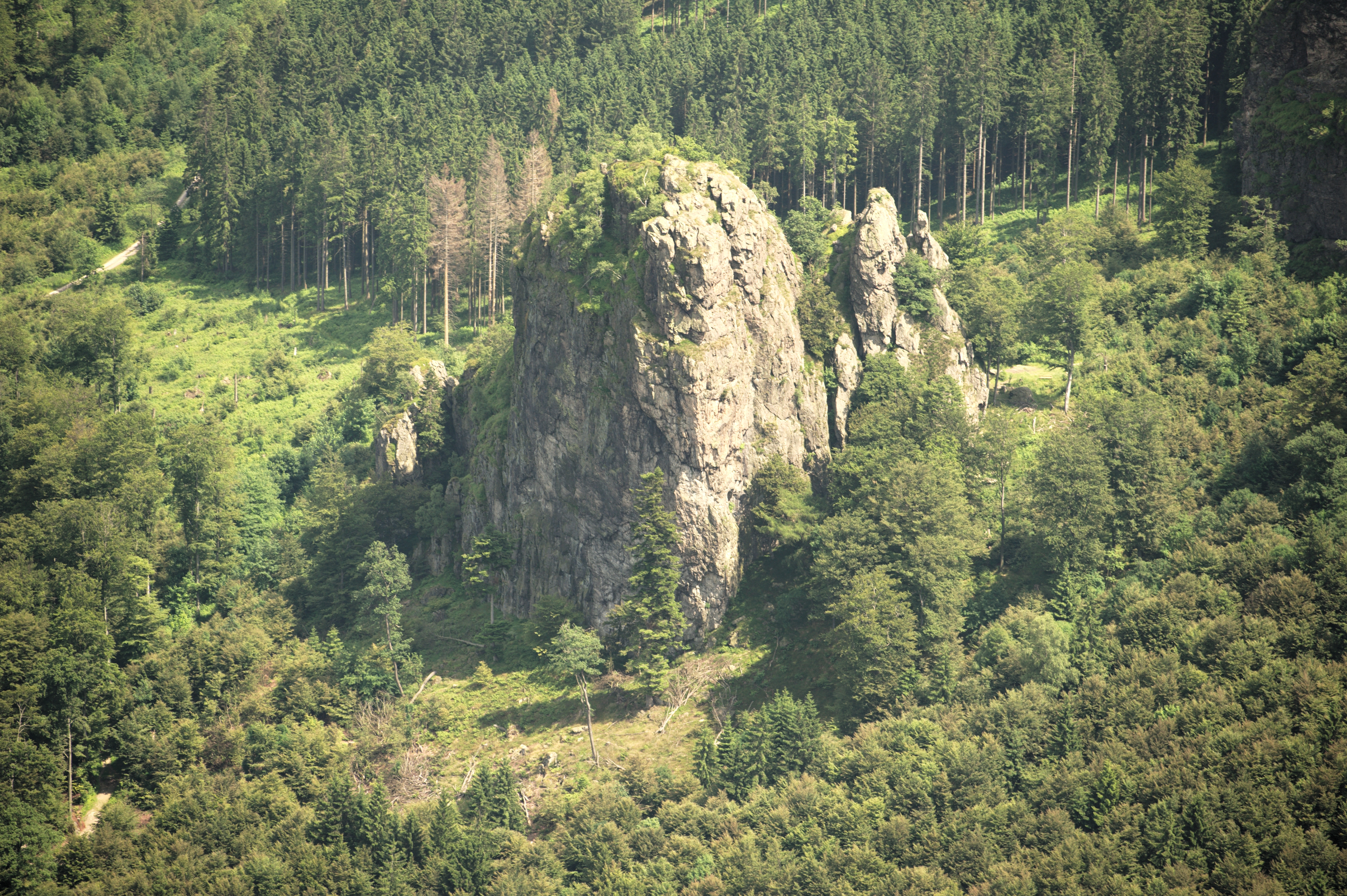
Bornstein in de zomer
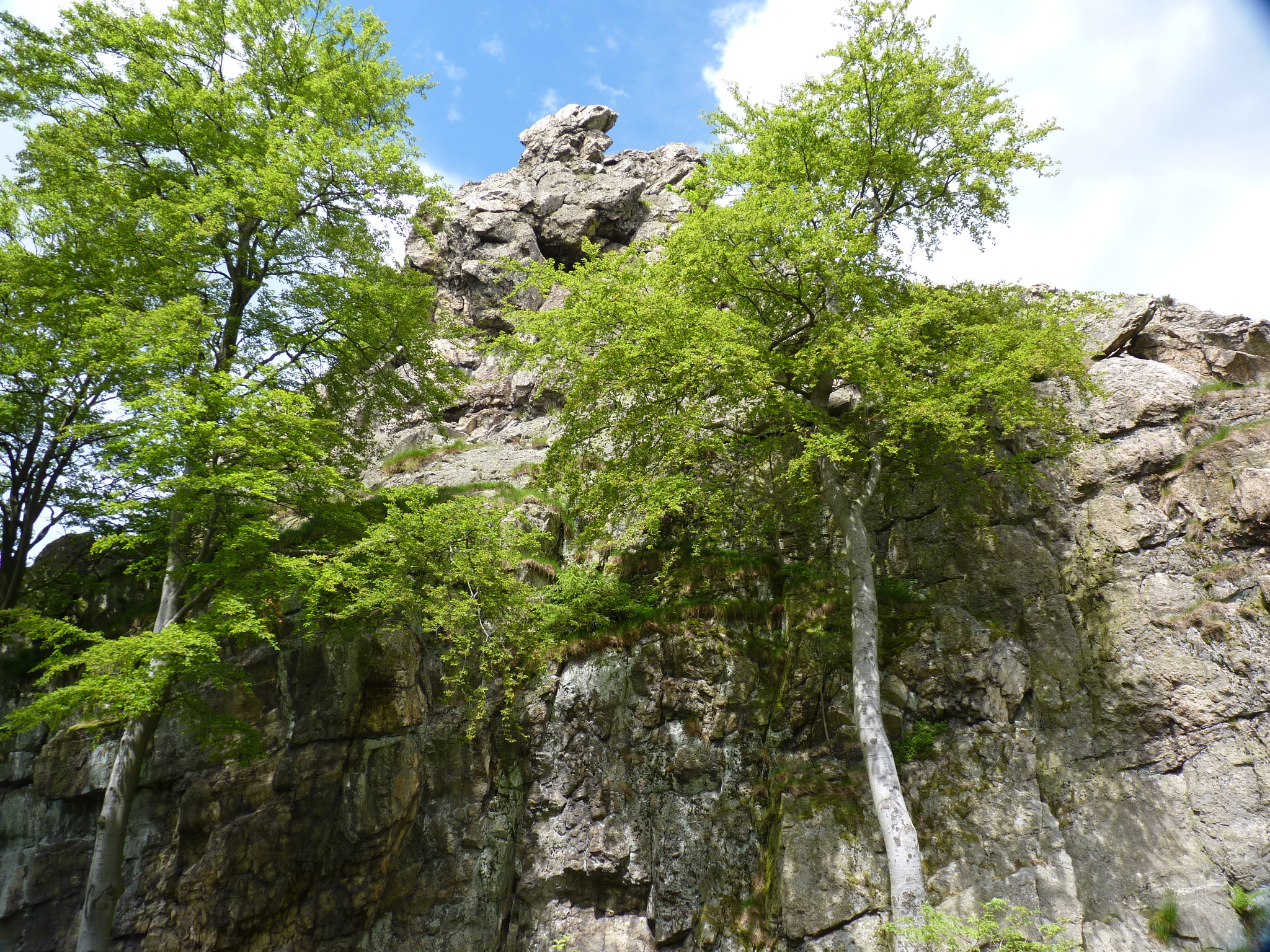
Oosthoek van de Bornstein

### Feldstein
De Feldstein (in het zuidzuidwesten) is ongeveer 45 m hoog. De top ligt op circa 756 m hoogte. De grondoppervlakte van de rots bedraagt circa 2.000 m².
De naam heeft waarschijnlijk te maken met "wijde ruimte" (Feld = wijde ruimte). De Feldstein is de enige van de vier rotsen die beklommen mag worden. De top, waarop een 9 m hoge houten kruis staat, steekt ongeveer 28 m boven de top van de Istenberg uit.

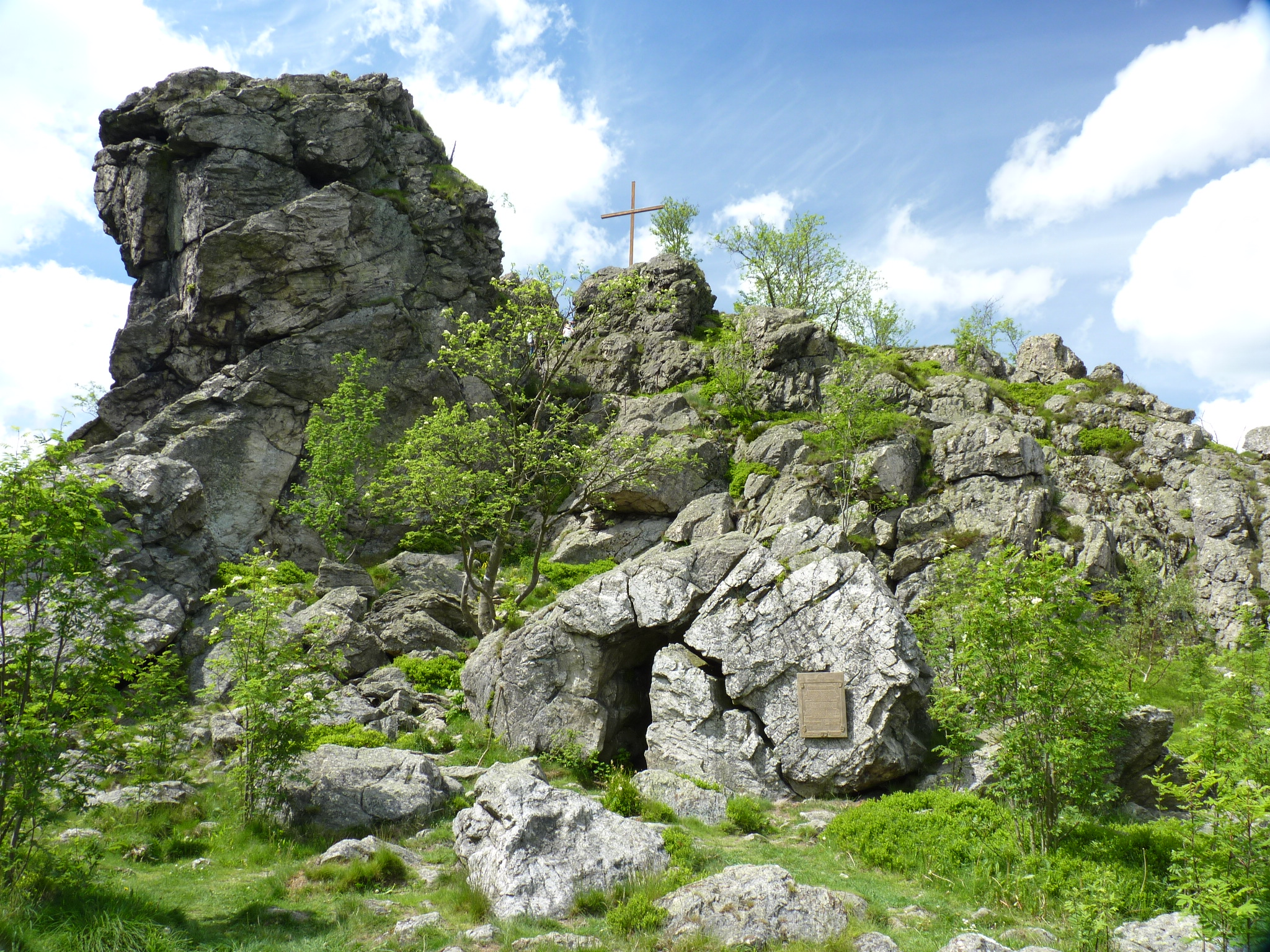
Feldstein, enige beklimbare rots van de Bruchhauser Steine
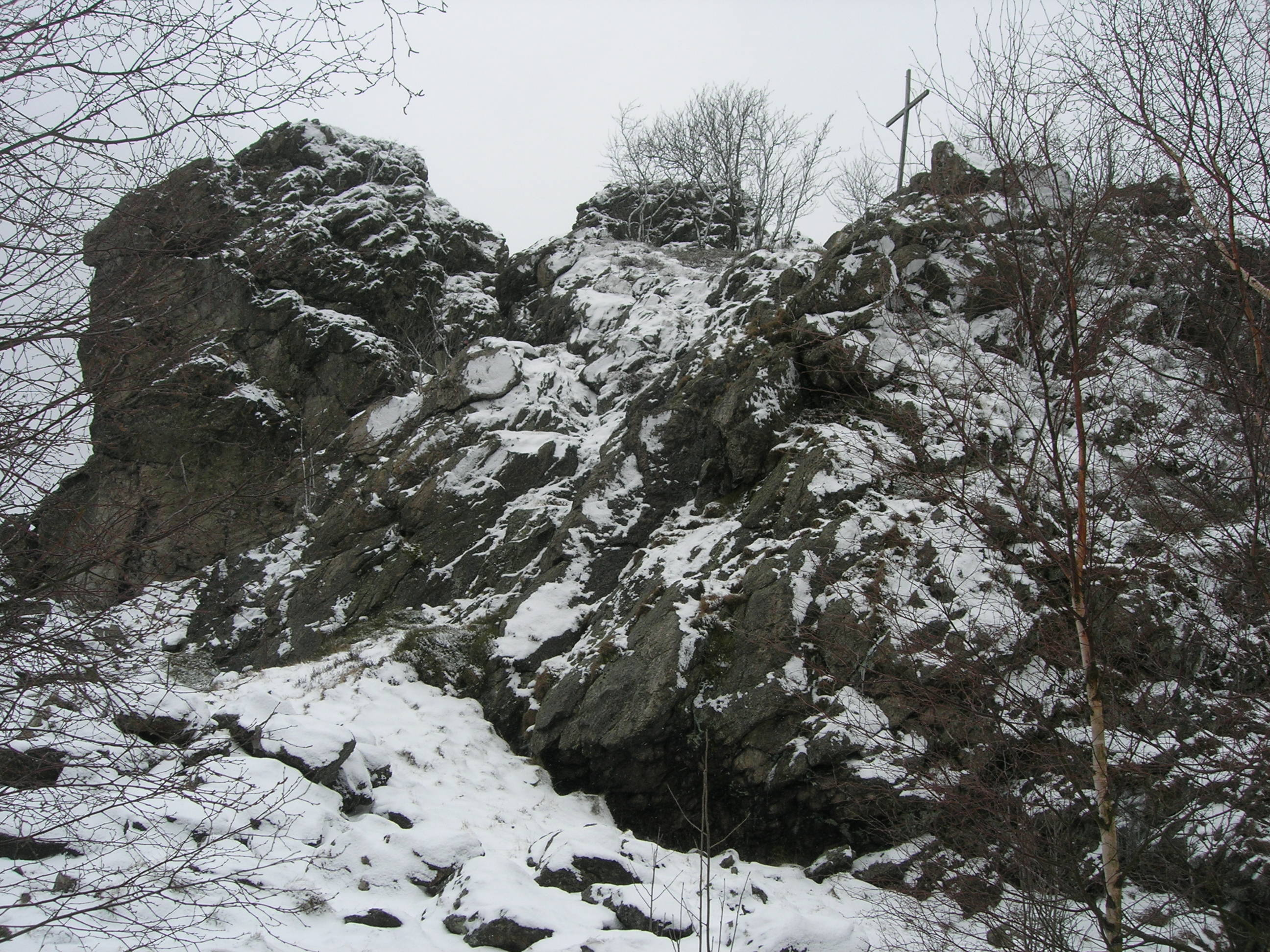
Feldstein in de winter
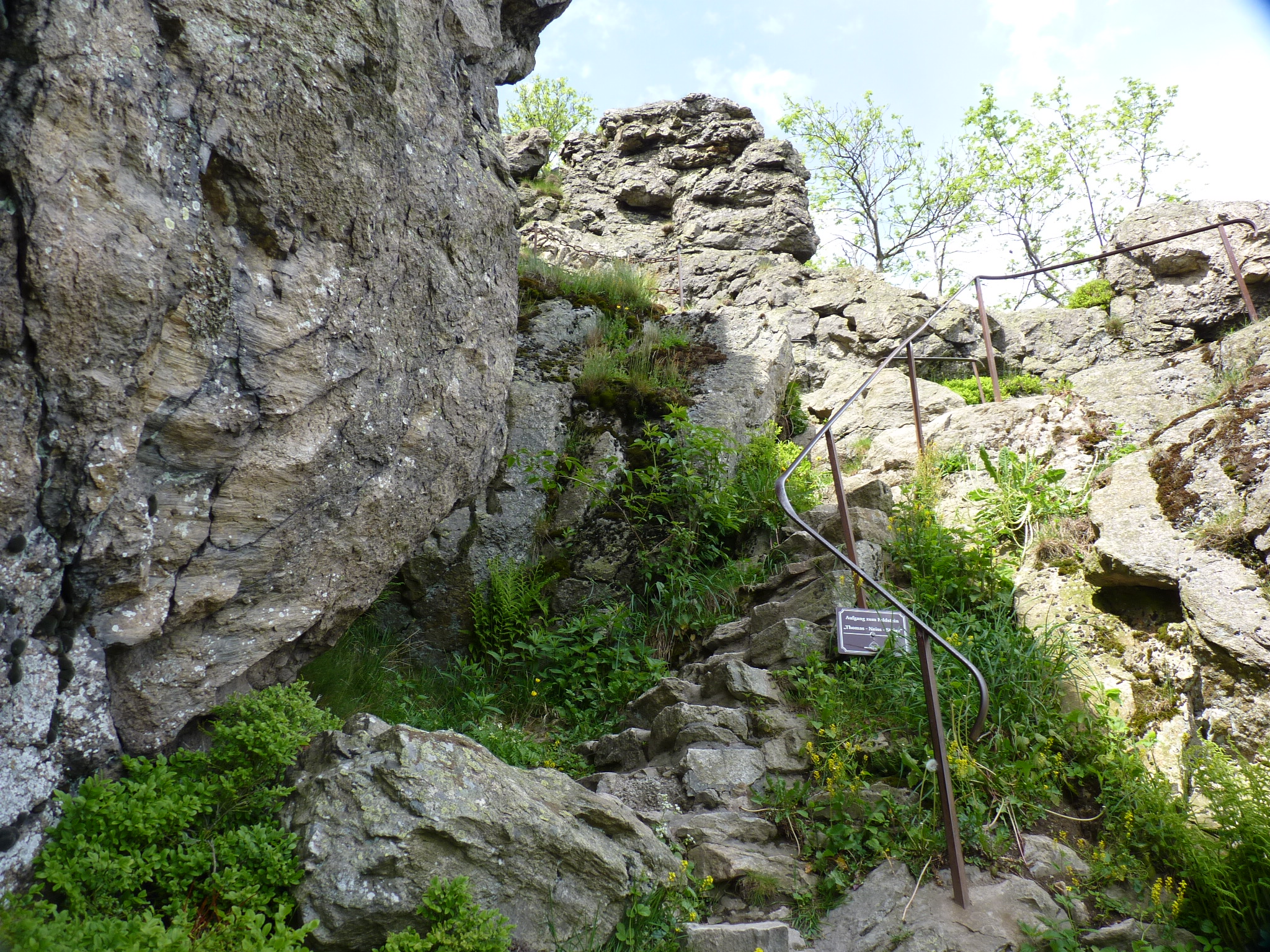
Thomas-Neiss-Steige: steile klim naar de Feldstein

### Goldstein
De Goldstein (in het oosten) is circa 60 m hoog. De top ligt op circa 712 m boven N.A.P. De rots heeft een oppervlakte van circa 2.000 m².
De naam komt vermoedelijk van goudkleurig glinsterende kwartsdelen in het gesteente. Aan de oostflank van de Goldstein bevindt zich de rotsformatie Großer Kurfürst, waarvan het profiel (met veel fantasie) gelijkenis vertoont met het hoofd van Frederik Willem I van Brandenburg, de "Grote Keurvorst".

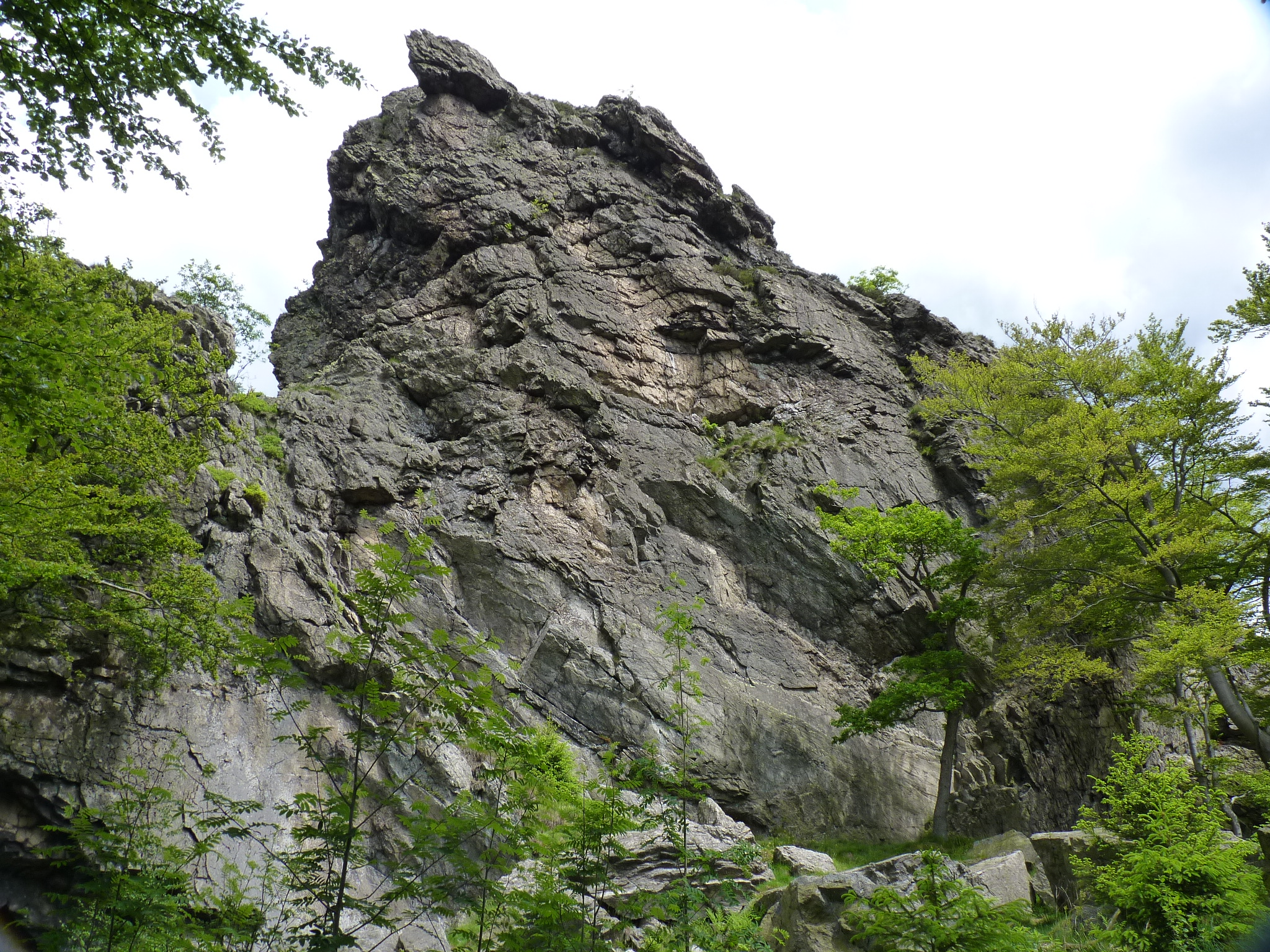
Goldstein
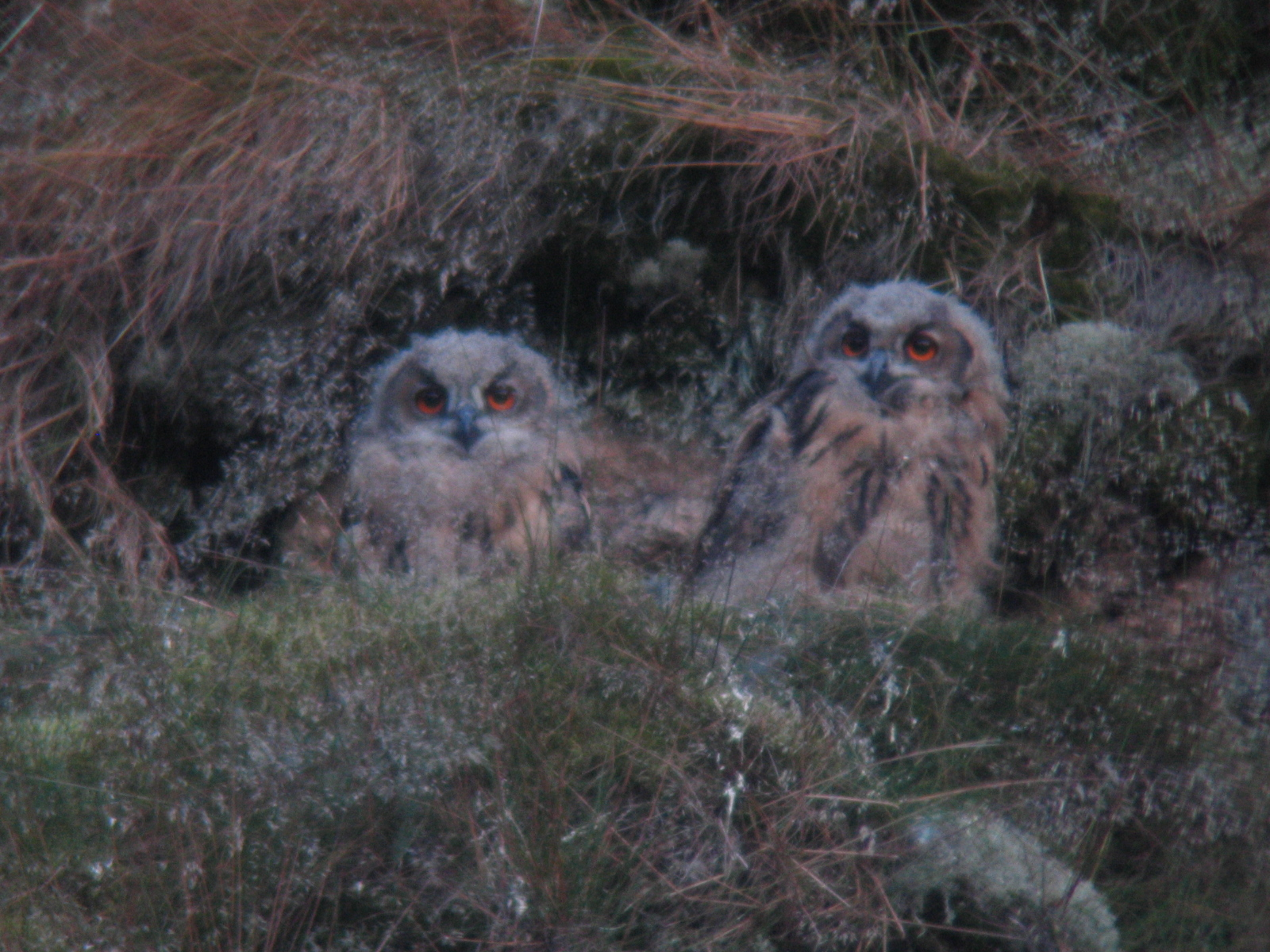
Twee jonge oehoes op de Goldstein (2005)
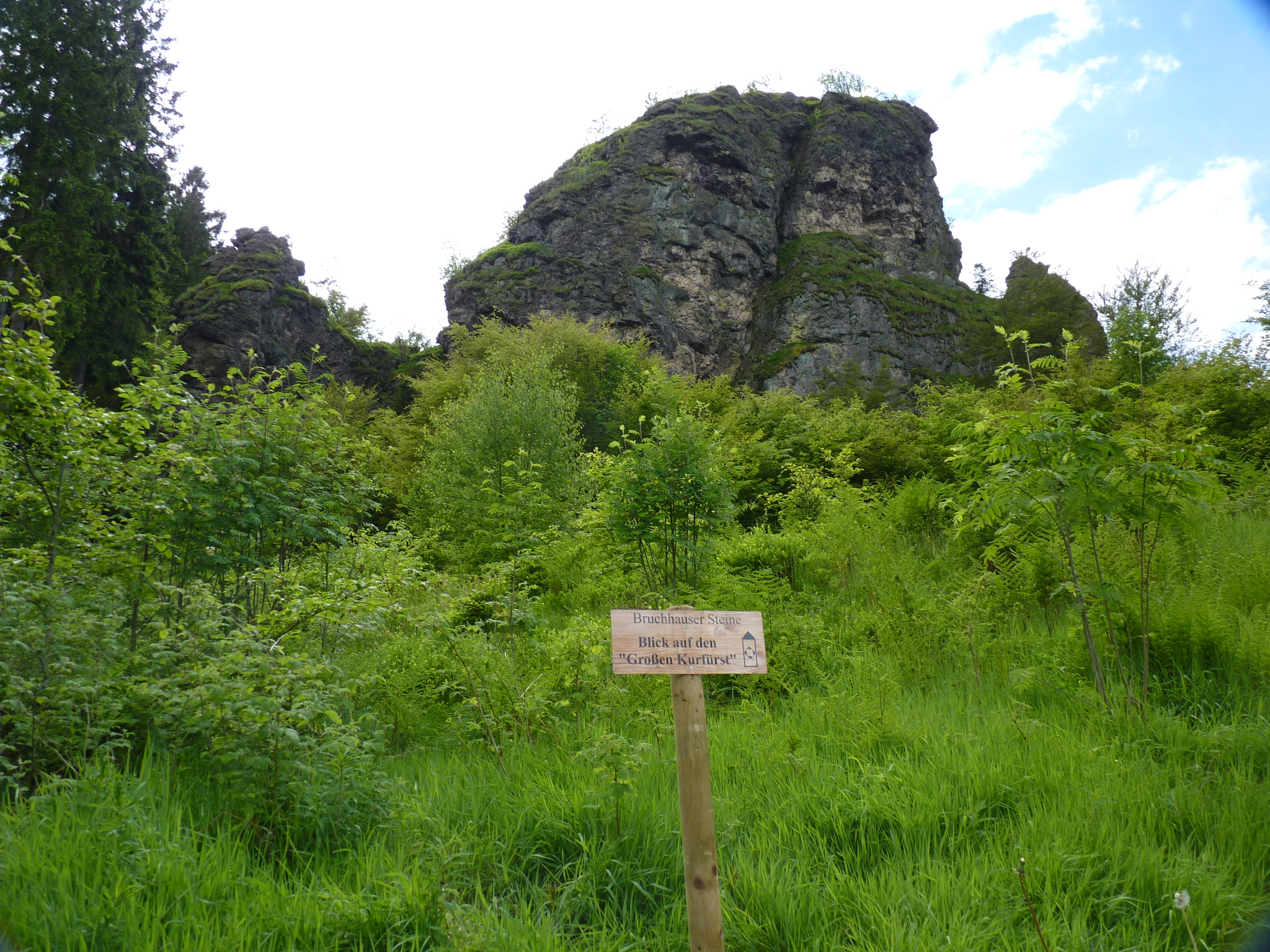
Großer Kurfürst, rotsformatie op de Goldstein

### Ravenstein
De Ravenstein (in het westen) is circa 72 m hoog.. De top ligt op 701 m boven N.A.P. Het heeft een oppervlakte van ongeveer 2.200 m².
De naam komt waarschijnlijk van "Rabenstein", steen van de raaf.

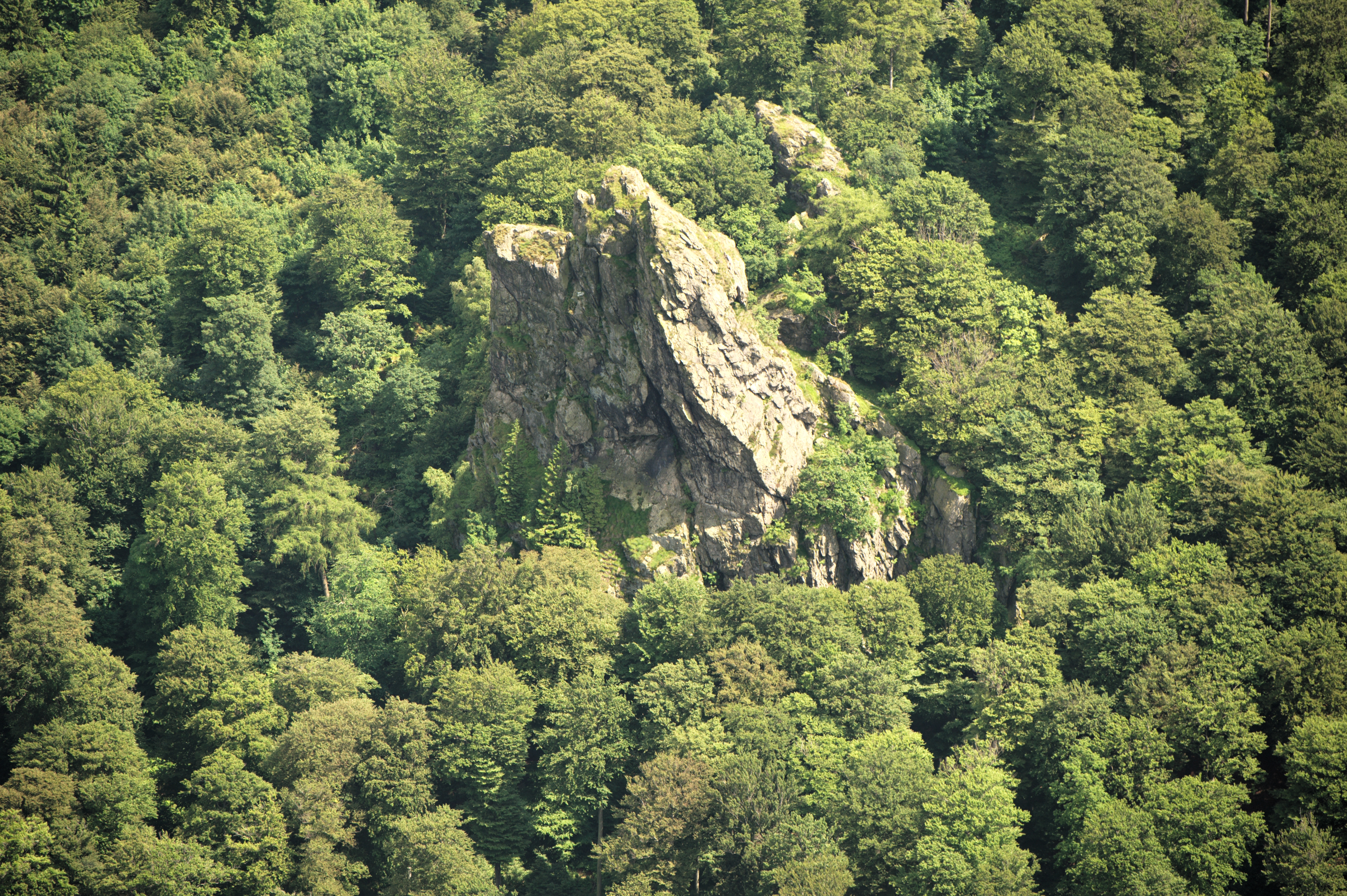
Ravenstein

## Geologie
De Bruchhauser Steine bestaan uit porfier en de ondergrond uit zachte leisteen, dat zich rond 370 miljoen jaar geleden tijdens het Devoon uit afzettingen in een oerzee opbouwde. Bij het latere vulkanisme (290 miljoen jaar geleden) drong lava via spleten in het leisteen op de zeebodem door. Toen de lava afkoelde ontstonden afhankelijk van de chemische samenstelling van de lava verscheidene vulkanische gesteenten zoals doleriet- en kwartskeratofier. Bij de Varistische gebergtevorming (circa 100 miljoen jaar later) aan het einde van het Carboon-tijdperk werd de toenmalige zeebodem tot een hooggebergte opgetild. In de miljoenen jaren erna werd dit gebergte door erosie weer afgebroken. Bij de erosie weerstond het hardere vulkanische gesteente de verwering beter dan het omliggende leisteen. Daardoor bleven de rotsen van de Bruchhauser Steine staan, terwijl het omliggende leisteen verdween.

## Toerisme

### Info-Center, entree en bezoekersaantallen
Iets westelijk onder de Bruchhauser Steine ligt op 525 m hoogte het Informations- und Service-Center Bruchhauser Steine (volledige naam volgens de plaat aan het huis) (verder Info-Center genoemd) van de Stiftung (Stichting) Bruchhauser Steine. Bij de officiële ingang naar de rotsen aldaar moeten bezoekers entreegeld betalen en parkeergeld voor de auto. In 2015 werd aangegeven dat er circa 15.000 betalende bezoekers per jaar kwamen, waarvan ongeveer 1000 bezoekers aan een rondleiding door een gids van de stichting deelnamen.

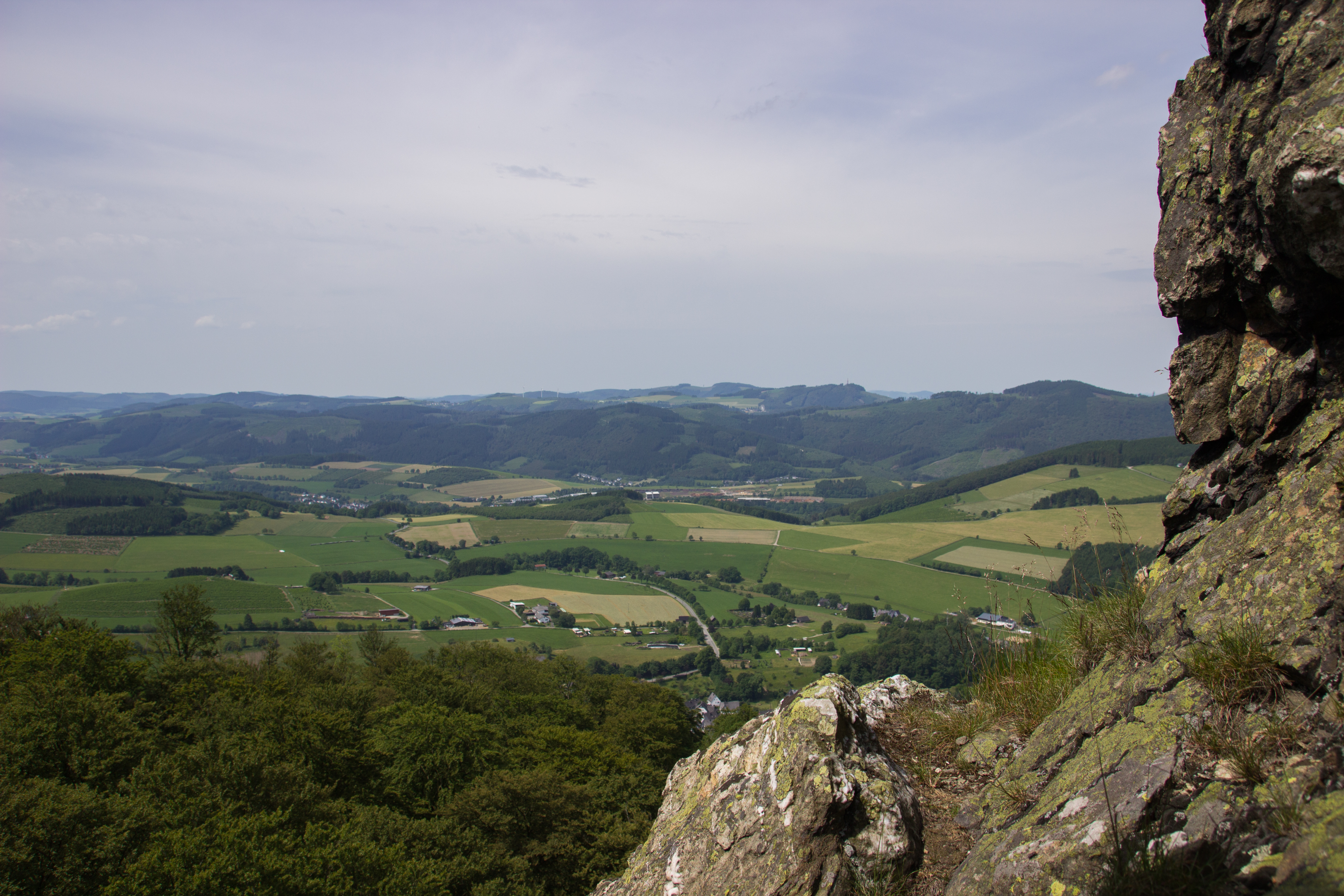
Blik vanaf de Feldstein naar het zuidwesten; vooraan rand van Bruchhausen; aan de horizon de 7,9 km verderop gelegen Stüppelturm in Fort Fun Abenteuerland

### Wandelen en uitzicht
Op enkele meters vanaf het Info-Center loopt de wandelroute Rothaarsteig. Men kan bijvoorbeeld hier beginnend omhoog naar de rotsen lopen. Over verschillende paden met informatieborden, zoals Wald und Forstpfad, Archäologische Pfad, Geologischer Pfad en Gaugreben’scher Jägersteig kan men het gebied rondom de rotsen verkennen. Omdat alle paden op elkaar aansluiten, kunnen ze ook als rondwandeling gelopen worden.
De rotsen zijn sinds 1989 als klimgebied verboden, om de natuur aldaar te beschermen. Weliswaar mag de Feldstein gedeeltelijk en gezekerd, net zoals de steile Thomas-Neiss-Steige beklommen geworden. Vanaf de top heeft men uitzicht over Bruchhausen, het Rothaargebergte, het Fredeburger Land in het zuidwesten, het Arnsberger Wald in het noordwesten en het Teutoburgerwoud in het noorden.

### Parapente
Circa 300 en 630 m ten zuidzuidoosten van de Feldstein liggen twee startplaatsen voor parapenters: de Südwest-Startplatz met Drachenrampe en de West-Startplatz. Vanaf het Info-Center begint ten westen van de rotsen vanaf de uit Bruchhausen komende doodlopende weg (zie hoofdstuk Bereikbaarheid) een weg die eindigt bij de wandelparkeerplaats op de westelijke flank van de Istenberg.

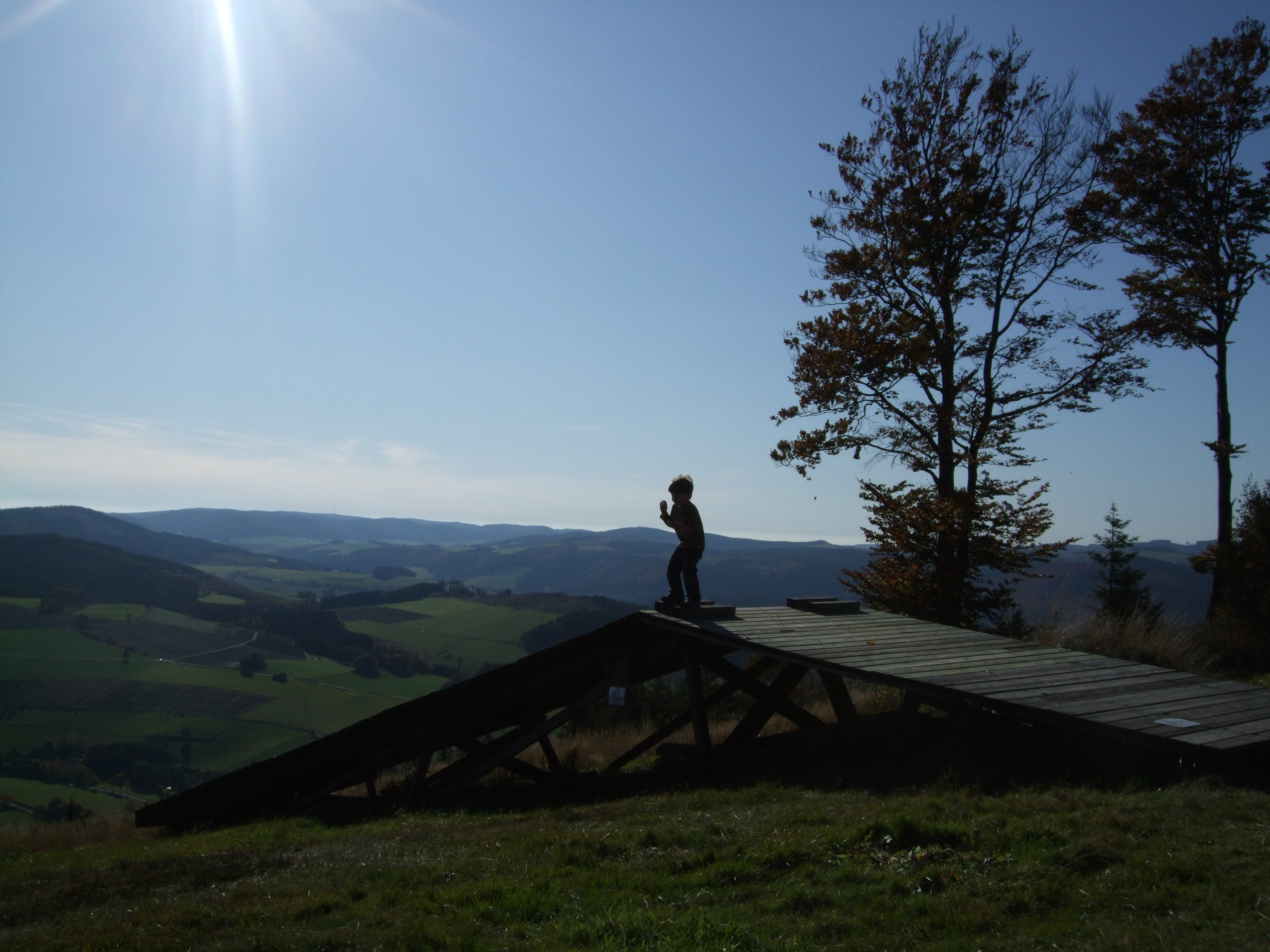
Afspringplaats voor parapenters ten zuiden van de Bruchhauser Steine boven de westklif van de Istenberg

## Bereikbaarheid
Ten westen van de Bruchhauser Steine ligt de van Assinghausen naar en door Bruchhausen lopende Kreisstraße 47, die naar de ten noorden van de rotsen liggende Landesstraße 743 (Olsberg–Elleringhausen–Brilon/B 251) voert. Aan de noordrand van Bruchhausen slaat een smalle doodlopende weg af vanaf de K47, die naar het oosten omhoog gaat naar de betaalde wandelparkeerplaats nabij het Info-Center en daarna in de richting van de rotsen loopt. Als alternatief kan men van deze parkeerplaats de weg (tegen betaling) verder volgen naar de eerdergenoemde parkeerplaats op de Istenberg.